# Eskil de Lund
Pour les articles homonymes, voir Lund.
Eskil (mort en août ou septembre 1181) est archevêque de Lund de 1137 à 1177, dans la province de Scanie qui se trouvait alors au Danemark et devint depuis suédoise.

## Jeunesse
Eskil est né vers 1100. Son père, Christian Svendson (mort en 1140), descend d'une illustre dynastie de Jarl du Jutland liée à la famille royale. Lorsqu'il avait douze ans, Eskil fut reçu à l'école renommée de la cathédrale de Hildesheim. Alors qu'il s'y trouvait malade, on dit qu'il aurait reçu la vision de la « Mère de Dieu» qui le réprimanda sur sa conduite frivole; l'histoire raconte qu'elle l'aurait « sauvé de sa damnation imminente et ramené sa santé », demandant cinq mesures de différentes variétés de blé en paiement. Cette vision est interprétée pour signifier qu'Eskil atteindra un haut-rang dans l'Église et établira cinq confréries.

## Carrière
En 1131, son oncle Asser (Asger), première archevêque de Lund, le nomme doyen de la cathédrale. Trois ans plus tard, il est consacré évêque de Roskilde. Après la mort d'Asser en 1137, il lui succède comme archevêque. Il défend avec succès les droits de sa province ecclésiastique, en dépit des protestations de l'archevêque de Brême (du nord de la ville de Brême). En 1139, il reçoit le pallium (ornement sacerdotal utilisé par le pape, les primats et les archevêques métropolitains) du pape Innocent II, à travers son légat, le cardinal Theodignus qui se trouvait dans la province de Lund. Eskil construit la nouvelle cathédrale dans le style roman et la consacre en 1145. 
En 1144, il installe une première colonie de Cîteaux à Herrisvad, en Scanie. Plus tard il en fonde d’autres dans diverses provinces suédoises, à Gotland et même en Poméranie, alors sous influence danoise. Deux autres ordres prennent pied en Scandinavie grâce à ses efforts, les Prémontrés et les Hospitaliers.
En 1151, il fonde, au Danemark, l'abbaye d'Esrum et fait édifier le château de Søborg. 
En 1152, il se rend en France où il rencontre Bernard de Clairvaux. Il ramène au Danemark d'autres religieux. Vers 1156, il se rend à Rome auprès du pape Adrien IV, qu'il a connu comme légat dans le Nord. Sur le chemin du retour, il est fait prisonnier à Thionville sans que l'empereur Frédéric Barberousse n'interviennent, malgré une lettre indignée du pape. Libéré, il est de retour au Danemark en 1158. 
Pendant son exil en France, Eskil, visite la chartreuse du Montdieu et prend contact avec la Grande Chartreuse en 1156 pour une implantation cartusienne au Danemark.
Il se brouille avec Valdemar Ier de Danemark au sujet de la lutte du sacerdoce et de l'Empire. Valdemar soutient son suzerain Frédéric Barberousse, alors qu’Eskil refuse de reconnaître l’antipape Victor IV. Eskil est exilé (1161-1167).
Il fonde, avec Absalon, la chartreuse d'Asserbo en 1163, au nord de Roskilde. Il charge un de ses amis, Pierre, abbé de Celle, de présenter sa requête au chapitre général de l'ordre des Chartreux. Il sollicite en même temps, pour présider à la fondation, l'envoi de Dom Roger qu'il a connu au Mont-Dieu et qui part pour le Danemark vers 1162. Absalon accueille les moines à Asserbo, au nord du lac d'Arresø. Les nouveaux venus rencontrent de grands obstacles, si bien que Pierre de Celle, devenu alors abbé de Saint-Remi de Reims, doit intervenir une seconde fois auprès du père général des chartreux afin d'obtenir de nouveaux renforts pour la communauté. Des sources danoises anciennes attestent la présence de chartreux à Asserbo de 1162 environ à 1169. Cette fondation disparaît rapidement, le site ne convenant pas. 
En 1177, il se retire à Clairvaux où il meurt trois ans plus tard.

## Sources
- Le texte d'origine se base sur la Catholic Encyclopedia, passée dans le domaine public.